# Csorna (folyó)
A Csorna (ukránul Чорна, oroszul Чёрная [Csornaja])  egy 34,5 kilométer hosszúságú folyó Ukrajna déli részén, a Krím-félszigeten. Neve feketét jelent.

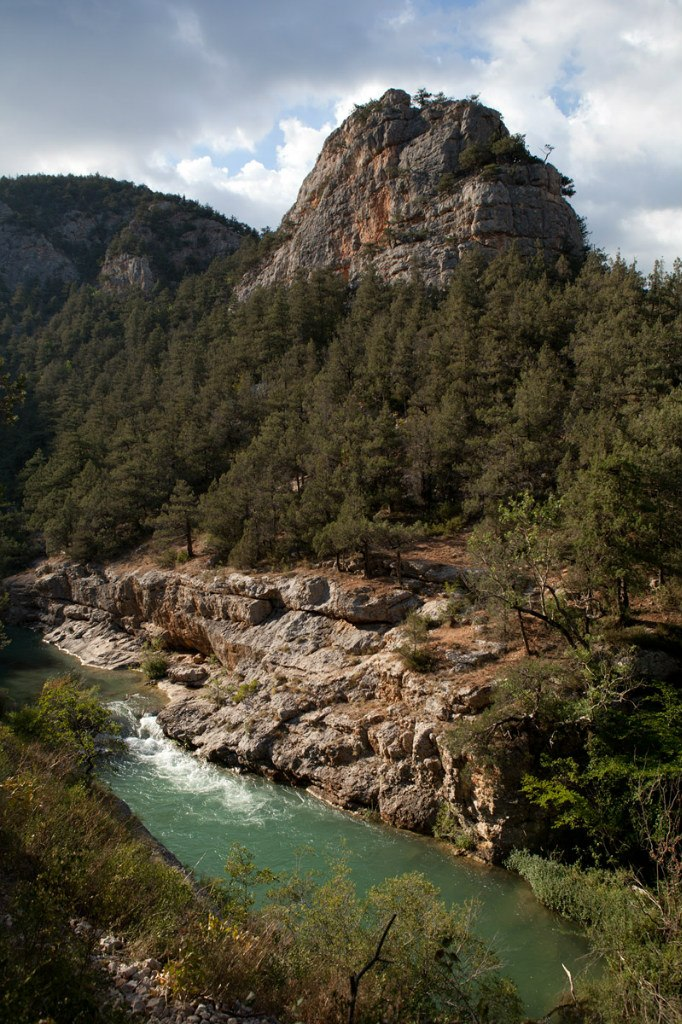
A Csorna-szurdok a Bajdar-völgyben

A folyó a Krími-hegységben, Bajdar-völgyben ered, Rodnikivszke településtől északkeletre. A településtől nyugatra a folyó egy víztározóba ömlik, majd nyugati irányban folytatja útját Inkerman városáig, ahol a Szevasztopoli-öbölbe ömlik a félsziget délnyugati partvidékén.
A folyóról kapta elnevezését az 1855. augusztus 18-án lezajlott csornai csata, amely az egymással szövetségben álló Szárd Királyság, Ottomán Birodalom, Franciaország és az ellenük küzdő Orosz Birodalom között zajlott le. A krími háború idején a Csorna partján fekvő Inkerman kulcsfontosságú szerepet játszott az események alakulásában.

## Fordítás
Ez a szócikk részben vagy egészben  a   Chorna River (Crimea) című angol Wikipédia-szócikk ezen változatának fordításán alapul.  Az eredeti cikk szerkesztőit annak laptörténete sorolja fel. Ez a jelzés csupán a megfogalmazás eredetét és a szerzői jogokat jelzi, nem szolgál a cikkben szereplő információk forrásmegjelöléseként.